# Parasiccia fuscipennis
Parasiccia fuscipennis là một loài bướm đêm thuộc phân họ Arctiinae, họ Erebidae.